# Wulka
Wulka (chorvatsky a maďarsky Vulka) je řeka v Rakousku. Pramen zvaný Dreikönigsbründl se nachází na vysočině Rosaliengebirge nedaleko Forchtensteinu. Řeka teče k severovýchodu přes území spolkové země Burgenland a je dlouhá 38 kilometrů. Protéká městy Mattersburg, Wulkaprodersdorf a Eisenstadt, jejími přítoky jsou Eisbach a Nodbach. Na dolním toku má šířku až čtyři metry a průměrný průtok 1,2 m³. Podél řeky se nacházejí ovocné sady a pole s kukuřicí, obilím a cukrovou řepou. Typickými rybami jsou pstruh obecný potoční, jelec tloušť a mřenka mramorovaná, z jezera sem migrují štika obecná a úhoř říční. Na řece leží chráněná území Naturpark Rosalia-Kogelberg a Naturpark Neusiedlersee – Leithagebirge. Wulka se vlévá do Neziderského jezera rozsáhlou deltou porostlou rákosím. Přináší do jezera zhruba pětinu vody, zbytek je získáván z podzemních pramenů. Název řeky pochází ze slovanského „vlkava“ (vlčí řeka).